# Охота (телесериал, 2017)
«Охота» (англ. Manhunt) — американский сериал-антология в жанре криминальной драмы на основе реальных событий.
Первый сезон «Охота на Унабомбера» (Manhunt: Unabomber) выходил на Discovery Channel с 1 августа по 12 сентября 2017 года и состоял из 8 серий. 10-серийный второй сезон «Охота: Смертельные игры» (Manhunt: Deadly Games) вышел 3 февраля 2020 на Spectrum.

## Сюжет
Главные герои первого сезона — террорист Теодор Качинский по прозвищу Унабомбер (Пол Беттани), рассылавший по почте самодельные бомбы, и офицер ФБР Джим Фицджеральд (Сэм Уортингтон), специалист по лингвистике, чьи передовые методы сбора данных помогли схватить преступника после двадцати лет бесплодных поисков.
Второй сезон посвящён историям Ричарда Джуэлла и Эрика Рудольфа.

## Актёрский состав

### Сезон 1
- Пол Беттани — Теодор Качинский
- Сэм Уортингтон — Джим Фицджеральд
- Джереми Бобб — Стэн Коул
- Кейша Касл-Хьюз — Тэбби
- Линн Коллинз — Натали Роджерс
- Брайан Ф. О’Бирн — Фрэнк Макалпин
- Элизабет Ризер — Элли Фицджеральд
- Бен Уэбер — Энди Дженелли
- Крис Нот — Дон Аккерман
- Джейн Линч — Джанет Рино
- Катя Херберс — Линда Казински
- Майкл Нури — Боб Гуччионе
- Марк Дюпласс — Дэвид Казински

### Сезон 2
- Кэмерон Бриттон — Ричард Джуэлл
- Джек Хьюстон — Эрик Рудольф
- Гетин Энтони — Джек Бреннан
- Келли Дженретт — Стейси Нокс
- Карла Гуджино — Кейти Скраггс
- Джудит Лайт — Бобби Джуэлл
- Арлисс Ховард — Эрл Эмбри

## Список эпизодов

### Сезон 1(2017)
| № | Название                                                            | Режиссёр    | Автор сценария                                                           | Дата премьеры    |
| - | ------------------------------------------------------------------- | ----------- | ------------------------------------------------------------------------ | ---------------- |
| 1 | «Унабом» «UNABOM»                                                   | Грег Яйтанс | Эндрю Содроски                                                           | 1 августа 2017   |
| 2 | «Чистая Вода» «Pure Wudder»                                         | Грег Яйтанс | Сюжет : Джим Клементе и Тони Гиттелсон Телесценарий : Эндрю Содроски     | 1 августа 2017   |
| 3 | «Плод ядовитого дерева» «Fruit of the Poisonous Tree»               | Грег Яйтанс | Макс Гурвиц                                                              | 8 августа 2017   |
| 4 | «Опубликовать или погибнуть» «Publish or Parish»                    | Грег Яйтанс | Ник Таун                                                                 | 15 августа 2017  |
| 5 | «Убежище» «Abri»                                                    | Грег Яйтанс | Сюжет : Джим Клементе и Тони Гиттелсон Телесценарий : Стивен Кац         | 22 августа 2017  |
| 6 | «Тед» «Ted»                                                         | Грег Яйтанс | Эндрю Содроски                                                           | 29 августа 2017  |
| 7 | «Линкольн» «Lincoln»                                                | Грег Яйтанс | Сюжет : Ник Шенк, Джим Клементе и Тони Гиттелсон Телесценарий : Ник Шенк | 5 сентября 2017  |
| 8 | «США против Теодора Джона Казински» «USA vs. Theodore J. Kaczynski» | Грег Яйтанс | Эндрю Содроски                                                           | 12 сентября 2017 |

### Сезон 2 (2020)
| №  | Название                                              | Режиссёр     | Автор сценария | Дата премьеры  |
| -- | ----------------------------------------------------- | ------------ | -------------- | -------------- |
| 1  | «Бомба в парке столетия» «CentBom»                    | Майкл Диннер | Эндрю Содроски | 3 февраля 2020 |
| 2  | «Уна-бубба» «Unabubba»                                | Майкл Диннер | Эндрю Содроски | 3 февраля 2020 |
| 3  | «Бомбингем» «Bombingham»                              | Джон Эвнет   | Дениз Харкви   | 3 февраля 2020 |
| 4  | «Беги,Рудольф,беги» «Run Rudolph Run»                 | Джон Эвнет   | Ник Таун       | 3 февраля 2020 |
| 5  | «Страна полуденного солнца» «Land of the Noonday Sun» | Джанис Кук   | Эллисон Мур    | 3 февраля 2020 |
| 6  | «Армия Господа» «Army of God»                         | Джанис Кук   | Ник Шенк       | 3 февраля 2020 |
| 7  | «Эрик» «Eric»                                         | Али Селим    | Эндрю Содроски | 3 февраля 2020 |
| 8  | «Будь с нами - или умри» «Join or Die»                | Али Селим    | Ник Таун       | 3 февраля 2020 |
| 9  | «Не наступай на меня» «Don't Tread On Me»             | Майкл Диннер | Ник Шенк       | 3 февраля 2020 |
| 10 | «Сезон охоты» «Open Season»                           | Майкл Диннер | Эллисон Мур    | 3 февраля 2020 |

## Отзывы
Сериал получил положительные оценки кинокритиков. На сайте Rotten Tomatoes у него 93% положительных рецензий на основе 29 отзывов.